# Paul Kollsman
Paul Kollsman (Freudenstadt, 22 de fevereiro de 1900 — Beverly Hills, 26 de setembro de 1982) foi um inventor alemão que imigrou para os Estados Unidos em 1923. Ele inventou o primeiro barômetro de precisão, um equipamento facilitador do voo por instrumentos nas aeronaves.
O Escritório de Patentes dos Estados Unidos o cita como o inventor de 124 patentes.
Kollsman estudou engenharia e ciências em Stuttgart e Munique. Em 1923, ele emigrou da Alemanha para os Estados Unidos, seguindo seu irmão mais novo, Ernest Otto Kollsman, que havia emigrado anteriormente.
Ele trabalhou como motorista de caminhão ou assistente de motorista de caminhão até encontrar um emprego na Pioneer Instruments, em Brooklyn, Nova Iorque, onde aprendeu a fazer vários instrumentos de voo para aeronaves.
Ele deixou a Pioneer em 1928 e com 500 dólares economizados enquanto trabalhava, Paul e seu irmão Otto fundaram a Kollsman Instruments Co. em Brooklyn, Nova Iorque.
Em 1929, o tenente James H. Doolittle, do Exército dos EUA, liderava o desenvolvimento de equipamentos e métodos para voo por instrumentos, sob o patrocínio do Fundo Daniel Guggenheim para a Promoção da Aeronáutica. Ele soube de um novo projeto de altímetro submetido ao Escritório de Padronização (do inglês: Bureau of Standards) por Paul Kollsman e marcou uma reunião.
Em 30 de agosto de 1929, Doolittle e Kollsman levaram o altímetro em um voo de teste a bordo de um Vought O2U, um biplano de dois lugares, com Kollsman segurando o altímetro em seu colo. Doolittle disse que o altímetro "funcionou perfeitamente", com precisão de uma ordem de magnitude maior do que os outros altímetros da época. Harry Guggenheim declarou uma precisão de 10 pés.
Doolittle instalou um altímetro Kollsman em um biplano Consolidated NY-2 e em 24 de setembro de 1929 voou dois voos por instrumentos de 10 a 15 minutos de duração em Mitchel Field, Long Island, o primeiro voo dentro de um nevoeiro e o segundo usando um capuz após a dissipação do nevoeiro.
Pouco tempo depois, a empresa Kollsman recebeu uma encomenda da Marinha dos Estados Unidos para 300 altímetros, seu primeiro sucesso comercial. Os modelos subsequentes foram modificados para permitir ao piloto definir facilmente uma configuração de altímetro local, mostrado na "janela de Kollsman". Em meados da década de 1930, os altímetros Kollsman dominaram o mercado de aeronaves.
Em 1940, a Kollsman Instrument Company foi vendida para a Square D Company, de Detroit, por mais de 4 milhões de dólares. Paul se tornou vice-presidente da Square D, encarregado da divisão de instrumentos Kollsman. Otto, que era tesoureiro e controlador da empresa, aposentou-se após a venda e faleceu em 12 de agosto de 1942.
Após a fusão, Paul Kollsman e o presidente da Square D, F. W. Magin, doaram 50 mil dólares ao Instituto de Ciências Aeronáuticas de Nova Iorque para a criação a Biblioteca Paul Kollsman. O Instituto, ancestral do Instituto Americano de Aeronáutica e Astronáutica (AIAA), afirmava ser esta a mais completa biblioteca aeronáutica privada dos Estados Unidos. Eles se ofereceram para emprestar livros pelo correio pelo preço da postagem para quem os solicitasse.
Em 1951, a Square D vendeu a divisão Kollsman para a Standard Coil Products, de Chicago, fabricante de sintonizadores de TV, por mais de 5 milhões de dólares. A Standard Coil nomeou o gerente geral de longa data da Kollsman, Victor Carbonara, como vice-presidente da divisão, o que implica que Paul Kollsman deixou a empresa após a venda.
Em 1940, ele comprou 800 acres (320 ha) de terra no interior de Manchester, Vermont, da International Paper Company, e fundou a Snow Valley, que foi inaugurada formalmente em janeiro de 1942, e foi uma das primeiras áreas de esqui nos Estados Unidos. A Snow Valley operou continuamente até 1984 e em 1983 sediou o primeiro Campeonato Aberto de Snowboard dos Estados Unidos - agora realizado anualmente em Stratton, Vermont. A Snow Valley está sendo reconstruída como uma comunidade esportiva privada.
Em 1944, Kollsman casou-se com a Baronesa Julie "Luli" Dorothea Baronin von Bodenhausen, uma atriz e autora, na cidade de Nova Iorque; ela morreu em 1951. Em 1952 ele se casou com sua segunda esposa, Eva F. Kollsman, que sobreviveu a ele. Paul Kollsman morreu no Cedars-Sinai Medical Center, em Los Angeles, Califórnia, em 1982.